# Rob Kamphues
 (mai 2022).
La mise en forme du texte ne suit pas les recommandations de Wikipédia : il faut le « wikifier ».
Les points d'amélioration suivants sont les cas les plus fréquents. Le détail des points à revoir est peut-être précisé sur la page de discussion.
- Les titres sont pré-formatés par le logiciel. Ils ne sont ni en capitales, ni en gras.
- Le texte ne doit pas être écrit en capitales (les noms de famille non plus), ni en gras, ni en italique, ni en « petit »…
- Le gras n'est utilisé que pour surligner le titre de l'article dans l'introduction, une seule fois.
- L'italique est rarement utilisé : mots en langue étrangère, titres d'œuvres, noms de bateaux, etc.
- Les citations ne sont pas en italique mais en corps de texte normal. Elles sont entourées par des guillemets français : « et ».
- Les listes à puces sont à éviter, des paragraphes rédigés étant largement préférés. Les tableaux sont à réserver à la présentation de données structurées (résultats, etc.).
- Les appels de note de bas de page (petits chiffres en exposant, introduits par l'outil «  Source ») sont à placer entre la fin de phrase et le point final[comme ça].
- Les liens internes (vers d'autres articles de Wikipédia) sont à choisir avec parcimonie. Créez des liens vers des articles approfondissant le sujet. Les termes génériques sans rapport avec le sujet sont à éviter, ainsi que les répétitions de liens vers un même terme.
- Les liens externes sont à placer uniquement dans une section « Liens externes », à la fin de l'article. Ces liens sont à choisir avec parcimonie suivant les règles définies. Si un lien sert de source à l'article, son insertion dans le texte est à faire par les notes de bas de page.
- La présentation des références doit suivre les conventions bibliographiques. Il est recommandé d'utiliser les modèles {{Ouvrage}}, {{Chapitre}}, {{Article}}, {{Lien web}} et/ou {{Bibliographie}}. Le mode d'édition visuel peut mettre en forme automatiquement les références.
- Insérer une infobox (cadre d'informations à droite) n'est pas obligatoire pour parachever la mise en page.

Pour une aide détaillée, merci de consulter Aide:Wikification.
Si vous pensez que ces points ont été résolus, vous pouvez retirer ce bandeau et améliorer la mise en forme d'un autre article.
Robert George (Rob) Kamphues ( Leyde, 16 septembre 1960 ) est un comédien, présentateur de télévision, écrivain et pilote de course néerlandais.

## Biographie
Kamphues a fait ses études secondaires au Adelbert College de Wassenaar. En 1986, il participe à la finale du Leids Cabaret Festival et en 1987, il monte sur scène avec la pièce de cabaret De Types (avec Hans Riemens et Hans Paulides ) et joue la voix de Karel Kraakei/Roboduck dans la série de dessins animés La Bande à Picsou. En 1995, il réalise le programme Pikkie Noga's. En 1989, avec Hans Riemens, il siège au panel de l'émission radiophonique satirique Binnenlandse zaken.
En 1997, il réalise Een Kale Vlakte et en 1999, il joue au théâtre avec le spectacle De Hernia van Atlas. En 2000, il crée le programme théâtral Tijd Zat.
Avec Erik van Muiswinkel et Diederik van Vleuten, Kamphues a formé la première équipe du programme Kopspijkers où est présenté une version satirique du journal de Deze week.
En 1998, Kamphues double Molt dans 1 001 Pattes.
De 2000 à 2003, il présente l'émission De 8 plagen van Rob Kamphues sur RTL 4. En 2004, apparait dans l'émission BNN at Work et le 21 septembre 2007, il est l'invité à l'émission télévisée De Lama's.
Il a réalisé également pour BNN Kamphues maakt vrienden.
De 2001 à 2003, il a été le présentateur de Robot Wars: The Dutch Battles, la version néerlandaise de l'émission anglaise Robot Wars, où des robots artisanaux et leurs créateurs s'affrontent.
Jusqu'à l'hiver 2014, il était le présentateur des émissions diffusées sur KRO De Reünie et Rapport voor mijn Ouders . Il a également présenté pour KRO : PK, Kamphues boeit et Kamphues over de kop. Après cela, il présente des programmes pour SBS6 (Mijn laatste keer et Een man voor mijn moeder) ainsi que 24Kitchen, entre autres. Il présente le programme RTL Autovisie tous les vendredis sur RTL 7 en 2015, et le rallye Dakar en 2017 avec Allard Kalff.
Depuis 2015, il est le présentateur des émissions de Formule 1 sur Ziggo Sport.
En 2002, il a participé au Nationale IQ Test , un concours où différentes personnalités néerlandaises effectuent un test de QI, et a terminé à la sixième place avec un QI de 135.
Kamphues a été présentateur dans le Sinterklaasjournaal pendant plusieurs années à partir de 2003.
Rob est ambassadeur de Ijsstrijd, qui élabore un appareil de dialyse rénale portable ainsi que de sa propre fondation Groot Hart. Cette fondation offre la possibilité aux enfants gravement malades de pouvoir participer à une journée dans un circuit automobile, à bord d'une véritable voiture de course.
Kamphues est marié et a eu deux fils avec son ex-femme. Il est devenu père d'une fille en 2011.

## Programmes de théâtre

### Solo
- Pikkie Noga's (1995)
- Kale Vlakte (1997)
- De hernia van Atlas (1999)
- Kamphues treedt op - iemand moet het doen (2005)
- Sterke verhalen (2011)

### Les "Morsige Types"(avec Hans Riemens)
- Doorgaan verkeerd (1987)
- De helden komen terug (1988)
- Potters dakterras (1989)
- Morsige types in hart en nieren (1990)
- Opgejaagd (1992)
- Naakt (1994)
- Proficiaat (1996)

### Autres
- The Chinese Human Torture Cell (Parade, 1994) met Onno Innemee
- Tijd zat (2001) Met Coen Jutte
- Oersoep (2003) Met Coen Jutte en Peer van den Berg
- Kamphues & Doornbos’ grote Grand-Prix-Circus (2020) Met Robert Doornbos

## Anecdotes
- Il a participé à la saison 2009 de la Seat Leon Eurocup.